# فرانتز برتین
فرانتز برتین (انگلیسی: Frantz Bertin؛ زادهٔ ۳۰ مهٔ ۱۹۸۳) بازیکن فوتبال اهل هائیتی است که در پست مدافع میانی بازی می‌کند.
وی همچنین در تیم ملی فوتبال هائیتی بازی کرده‌است.